# Vega 2
Pour les articles homonymes, voir Véga (homonymie).

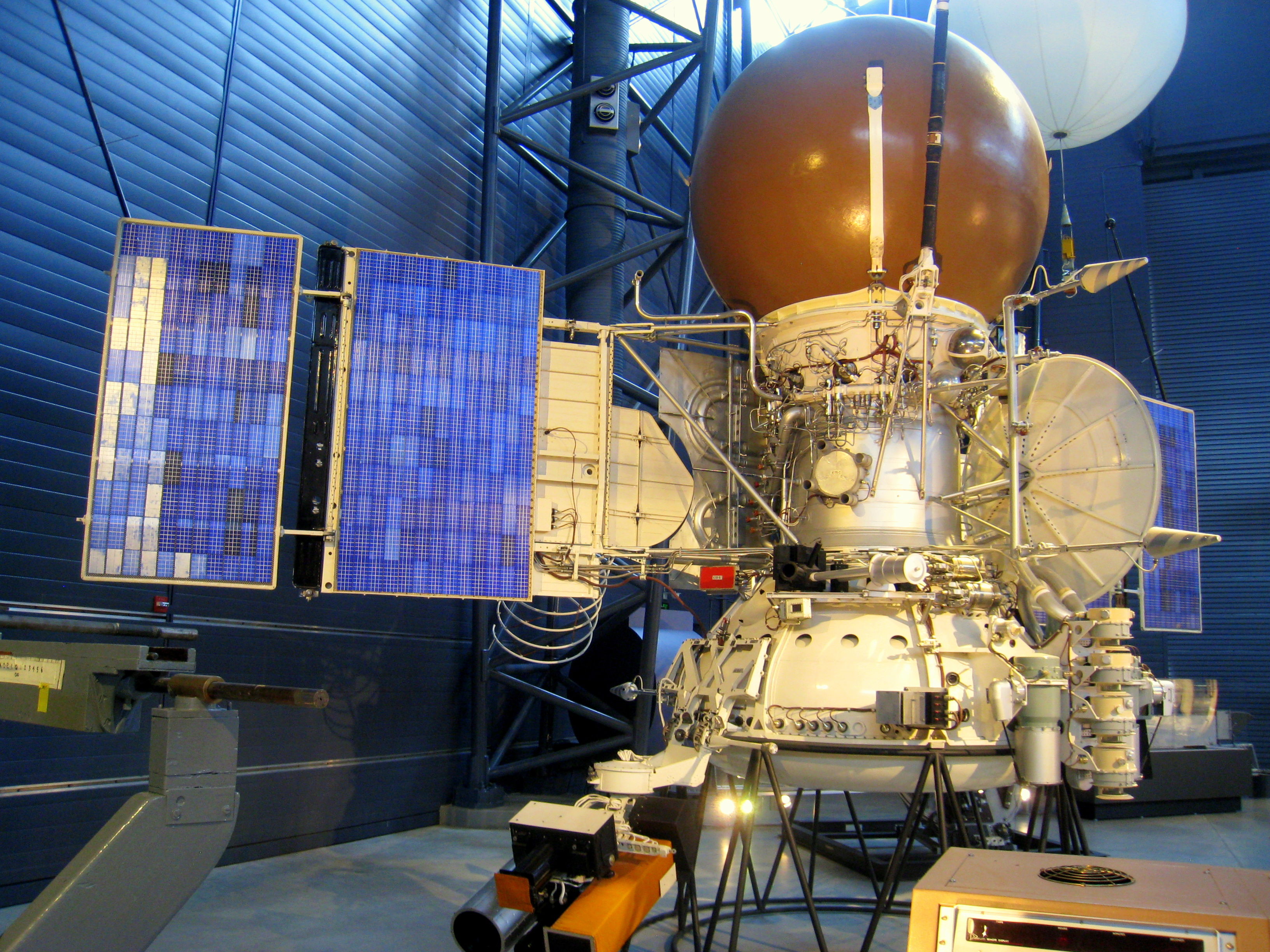
Modèle de vaisseau spatial Vega comprenant un atterrisseur et un ballon sonde.

Vega 1 et 2 étaient des vaisseaux sœurs soviétiques développés à partir du programme Venera. La mission comprenait l'envoi d'un atterrisseur et d'un ballon sur Vénus et l'étude de la comète de Halley. Vega 2 approcha la comète à 8 030 km et transmit de bien meilleures images que la sonde Vega 1.
Vega 1 et 2 sont actuellement en orbite héliocentrique. 
La sonde Vega 1 de 4 920 kg a été lancée par une fusée Proton depuis le cosmodrome de Baïkonour.